# Sigma Sport

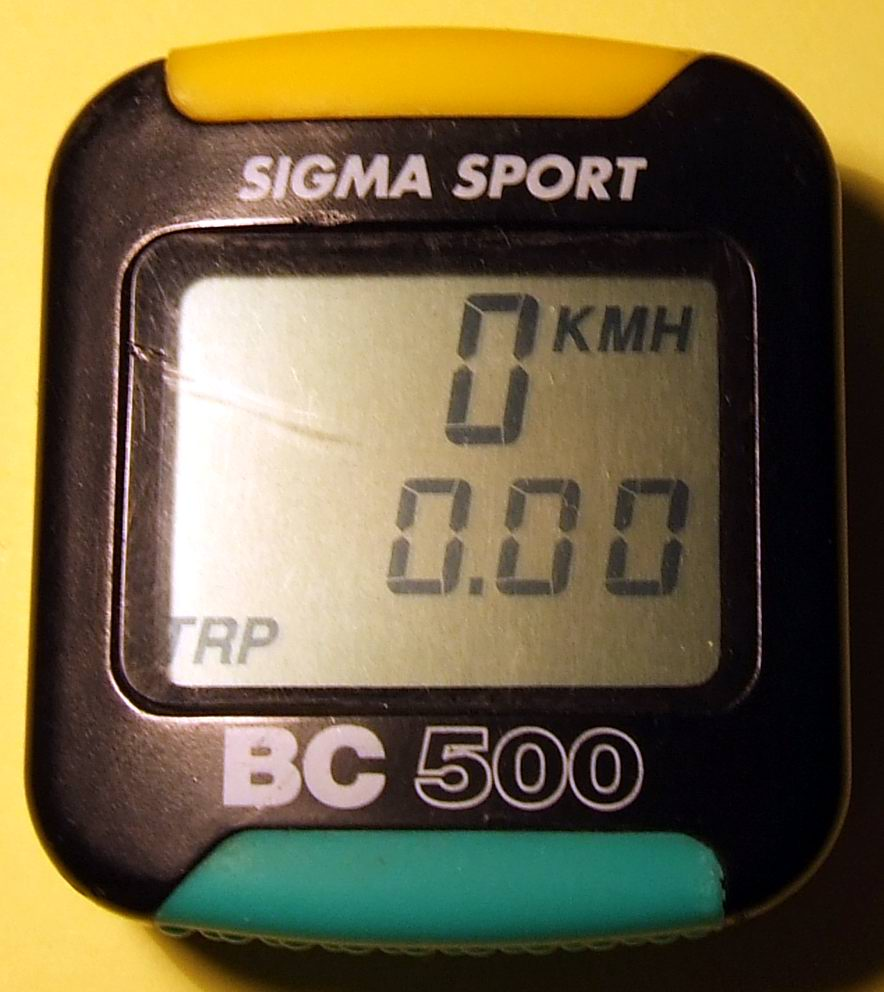
Licznik rowerowy model BC500

Sigma Sport – niemiecka firma specjalizująca się w produkcji liczników rowerowych, pulsometrów oraz oświetlenia rowerowego. Produktów firmy Sigma Sport używają czołowe zawodowe grupy kolarskie jak i amatorzy.